# Luksemburska rodzina wielkoksiążęca
Luksemburska rodzina wielkoksiążęca – grupa osób, spokrewnionych lub spowinowaconych przez małżeństwo z monarchami Luksemburga. Obecnym wielkim księciem Luksemburga jest Henryk z dynastii Nassau (w linii żeńskiej) i z dynastii Burbon-Parmeńskiej (w linii męskiej).

## Linia sukcesji tronu
1. JKW dziedziczny książę Luksemburga (ur. 1981)
2. JKW książę Karol (ur. 2020)
3. JKW książę Franciszek (ur. 2023)
4. JKW książę Feliks (ur. 1984)
5. JKW księżniczka Amalia (ur. 2014)
6. JKW książę Liam (ur. 2016)
7. JKW książę Baltazar (ur. 2024)
8. JKW księżniczka Aleksandra (ur. 1991)
9. Wiktoria Bagory (ur. 2024)
10. JKW książę Sebastian (ur. 1992)
11. JKW książę Wilhelm (ur. 1963)
12. JKW książę Paweł Ludwik (ur. 1998)
13. JKW książę Leopold (ur. 2000)
14. JKW książę Jan Andrzej (ur. 2004)
15. JKW książę Robert (ur. 1968)
16. JKW książę Aleksander (ur. 1997)

### Zasady sukcesji tronu
20 czerwca 2011 wielki książę Henryk opublikował dekret, zmieniając zasady dziedziczenia luksemburskiego tronu. Według nowych przepisów, dziedziczenie przypadało wszystkim osobom, urodzonym w dynastycznym małżeństwie, w kolejności urodzenia, niezależnie od płci. Zmiany objęły potomków księcia Henryka - jego jedyna córka, księżniczka Aleksandra, dotychczas wykluczona z linii sukcesji z powodu płci, została wpisana na trzecie miejsce, za starszymi braćmi, wyprzedzając młodszego brata. Zmiany nie spowodowały wpisania do linii sukcesji kobiet z dalszych gałęzi rodziny.

## Członkowie rodziny wielkoksiążęcej

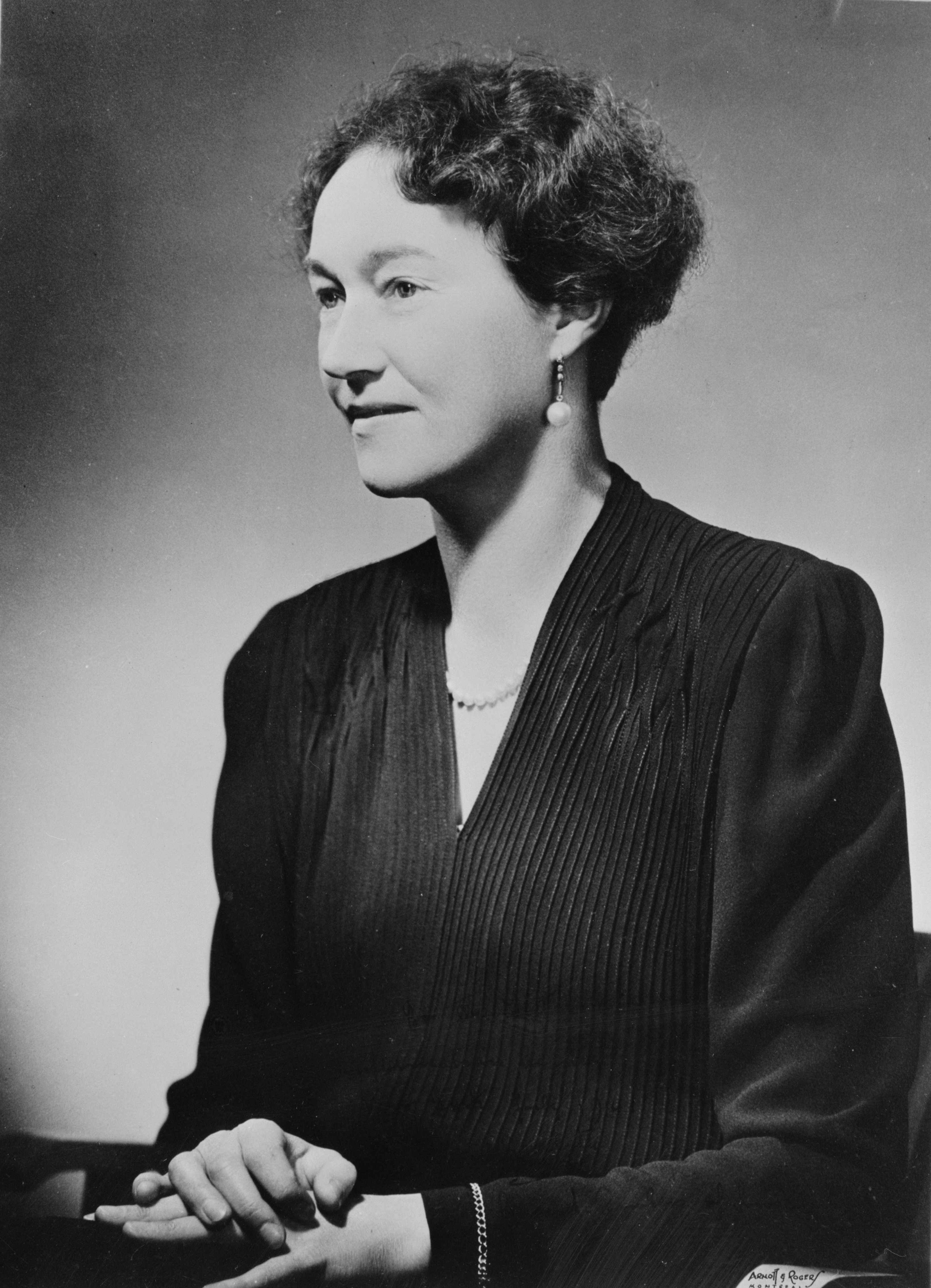
Szarlotta, wielka księżna Luksemburga

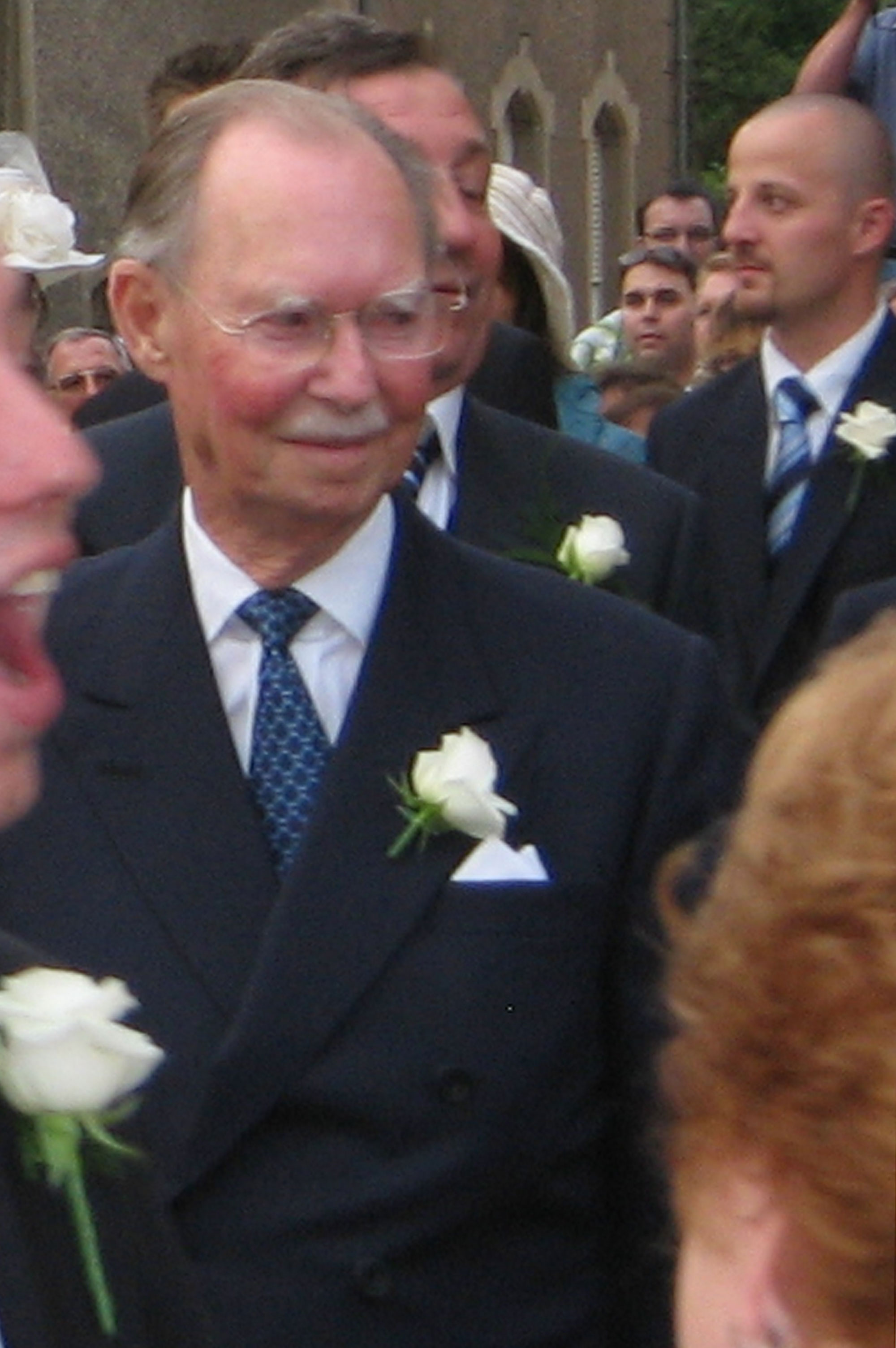
Jan, wielki książę Luksemburga

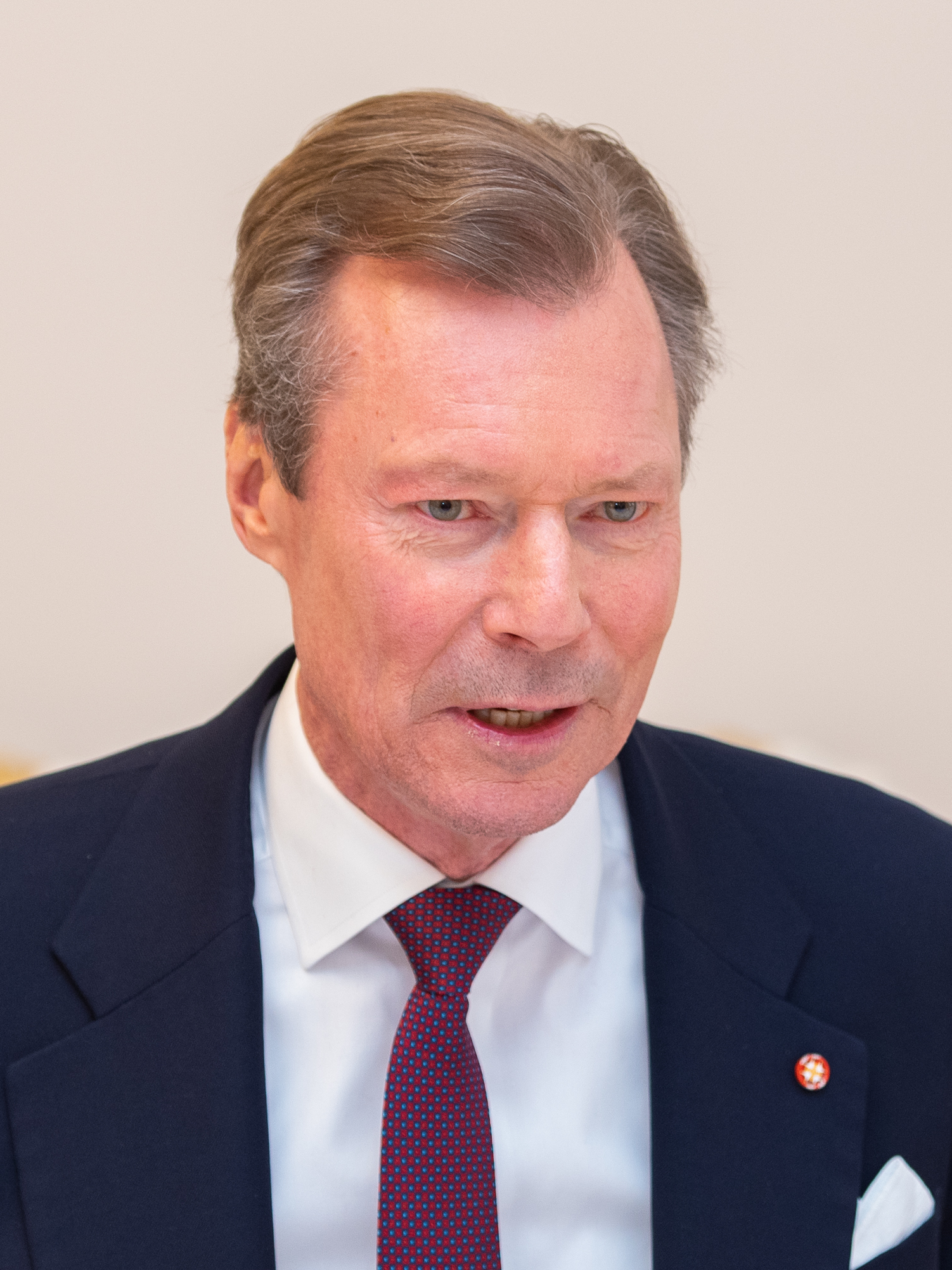
Henryk, wielki książę Luksemburga

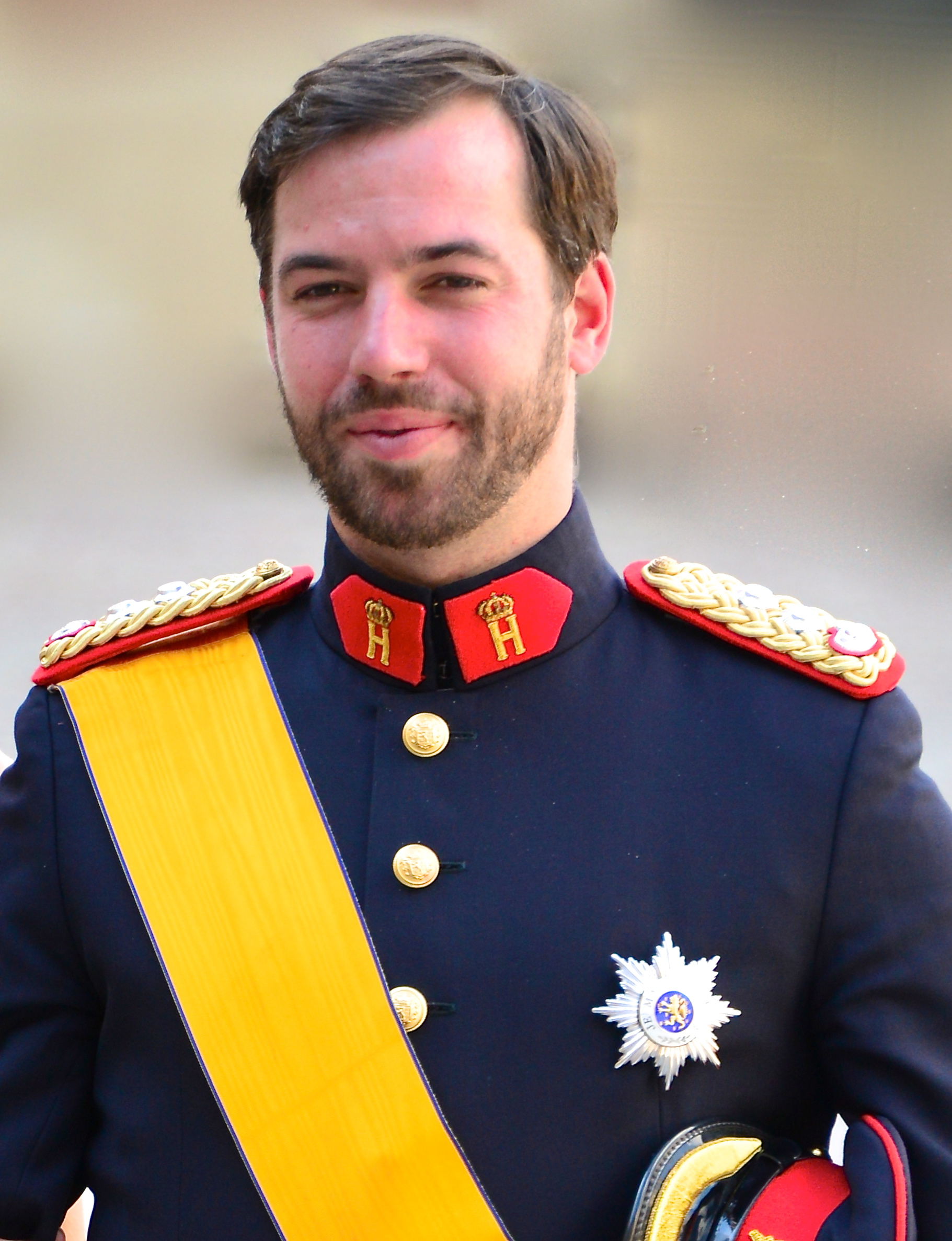
Wilhelm, dziedziczny wielki książę Luksemburga

- Henryk, wielki książę Luksemburga (Henri Albért Gabriel Félix Marie Guillaume, ur. 6 kwietnia 1955 w Betzdorf), syn wielkiego księcia Jana i księżniczki Józefiny-Szarlotty z Belgii; został wielkim księciem 7 października 2000 po abdykacji swojego ojca. Jego żoną jest wielka księżna Maria Teresa (Maria Teresa Mestre, ur. 22 marca 1956 w Mariano), którą poślubił 14 lutego 1981 w ceremonii cywilnej w Pałacu Książęcym w Luksemburgu i w ceremonii religijnej w Katedrze Notre Dame w Luksemburgu.
  - Wilhelm, dziedziczny wielki książę Luksemburga (Guillaume Jean Joseph Marie, ur. 11 listopada 1981 w Luksemburgu), syn wielkiego księcia Henryka i wielkiej księżnej Marii Teresy; od 7 października 2000 jest następcą luksemburskiego tronu. Jego żoną jest księżna Stefania (Stephanie de Lannoy, ur. 18 lutego 1984 w Ronse), którą poślubił 19 października 2012 w ceremonii cywilnej w Ratuszu Luksemburga i 20 października 2012 w ceremonii religijnej w Katedrze Notre Dame w Luksemburgu.
    - książę Karol z Luksemburga (Charles Jean Philippe Joseph Maria Guillaume, ur. 10 maja 2020 w Luksemburgu), syn księcia Wilhelma i księżnej Stefanii; zajmuje drugie miejsce w linii sukcesji luksemburskiego tronu, z szansami na odziedziczenie go po dziadku i ojcu.
    - książę Franciszek z Luksemburga (François Henri Luis Marie Guillaume, ur. 27 marca 2023 w Luksemburgu), syn księcia Wilhelma i księżnej Stefanii[3][4].

  - książę Feliks z Luksemburga (Félix Léopold Marie Guillaume, ur. 3 czerwca 1984 w Luksemburgu), syn wielkiego księcia Henryka i wielkiej księżnej Marii Teresy. Jego żoną jest księżna Klara (Claire Margarita Lademacher, ur. 21 marca 1985 w Filderstadt), którą poślubił 17 września 2013 w ceremonii cywilnej  Königstein im Taunus i 21 września 2013 w ceremonii religijnej w kościele świętej Marii Magdaleny w Saint-Maximin-la-Sainte-Baume's.
    - księżniczka Amalia z Nassau (Amalia Gabriela Maria Teresa, ur. 15 czerwca 2014 w Luksemburgu), córka księcia Feliksa i księżnej Klary.
    - książę Liam z Nassau (Liam Henri Hartmut, ur. 28 listopada 2016 w Genewie), syn księcia Feliksa i księżnej Klary.
    - książę Baltazar z Nassau (Balthasar Felix Karl, ur. 7 stycznia 2024 w Luksemburgu), syn księcia Feliksa i księżnej Klary.

  - książę Ludwik z Luksemburga (Louis Xavier Marie Guillaume, ur. 3 sierpnia 1986 w Luksemburgu), syn wielkiego księcia Henryka i wielkiej księżnej Marii Teresy. 29 września 2006 w kościele parafialnym w Gilsdorf poślubił Tessy Antony, matkę jego nieślubnego syna. Para rozwiodła się 4 kwietnia 2019. 6 kwietnia 2021 ogłoszono jego zaręczyny ze Scarlett-Lauren Sirgue; para ogłosiła swoje rozstanie 23 lutego 2022. Po przyjściu na świat nieślubnego syna, książę Ludwik poślubił Tessy Antony, ale zrzekł się praw do dziedziczenia luksemburskiego tronu dla siebie i swoich potomków.
    - książę Gabriel z Nassau, urodzony 12 marca 2006 w Genewie jako Gabriel Antony, nieślubny syn księcia Ludwika i jego ówczesnej partnerki, Tessy Antony. Po ślubie rodziców w 2006 jego nazwisko zmieniono na Nassau, a w 2009 otrzymał od dziadka tytuł Jego Królewskiej Wysokości Księcia Nassau. Nie ma praw do dziedziczenia luksemburskiego tronu.
    - książę Noah z Nassau, urodzony 21 września 2007 w Luksemburgu, syn księcia Ludwika i jego ówczesnej żony, księżnej Tessy. W 2009 dziadek nadał mu tytuł Jego Królewskiej Wysokości Księcia Nassau. Nie ma praw do dziedziczenia luksemburskiego tronu.

  - księżniczka Aleksandra z Luksemburga (Alexandra Joséphine Teresa Charlotte Marie Wilhelmine, ur. 16 lutego 1991 w Luksemburgu), córka wielkiego księcia Henryka i wielkiej księżnej Marii Teresy. Jej mężem jest Nicolas Bagory[5], którego poślubiła 22 kwietnia 2023 w ceremonii cywilnej w Luksemburgu[6] i 29 kwietnia 2023 w ceremonii religijnej w kościele świętego Trofima w Bormes-les-Mimosas[7].
  - książę Sebastian z Luksemburga (Sébastien Henri Marie Guillaume, ur. 16 kwietnia 1992 w Luksemburgu), syn wielkiego księcia Henryka i wielkiej księżnej Marii Teresy.

## Członkowie dalszej rodziny wielkoksiążęcej
- Książę Feliks z Luksemburga, urodzony 28 października 1893 w Schwarzau jako książę Burbon-Parmy, syn Roberta I, księcia Parmy i infantki Marii Antoniny z Portugalii. Jego potomkowie zasiadają obecnie na tronie Luksemburga, należąc w linii męskiej do dynastii Burbonów parmeńskich, natomiast w linii żeńskiej do dynastii Nassau. Zmarł 8 kwietnia 1970 w Luksemburgu.
- Szarlotta, wielka księżna Luksemburga, urodzona 23 stycznia 1896 w Luksemburgu, córka Wilhelma IV, wielkiego księcia Luksemburga i infantki Marii Anny z Portugalii. Została wielką księżną po abdykacji swojej siostry. 6 listopada 1919 poślubiła swojego kuzyna, księcia Feliksa z Burbon-Parmy. 12 listopada 1964 abdykowała na rzecz swojego syna, Jana. Zmarła 9 lipca 1985 w Luksemburgu.
  - Jan, wielki książę Luksemburga, urodzony 5 stycznia 1921 w Luksemburgu, syn księcia Feliksa i wielkiej księżnej Szarlotty. Był wielkim księciem Luksemburga od 1964 do 2000 - abdykował na rzecz swojego syna Henryka. Zmarł 23 kwietnia 2019 w Luksemburgu.
  - Józefina-Szarlotta, wielka księżna Luksemburga z domu księżniczka Belgów, urodzona 11 października 1927 w Brukseli, córka Leopolda III, króla Belgów i księżniczki Astrydy ze Szwecji. Poślubiła księcia Jana w ceremonii cywilnej 9 kwietnia 1953 w Pałacu Książęcym w Luksemburgu i w ceremonii religijnej w Katedrze Notre Dame w Luksemburgu. Zmarła 10 stycznia 2005 w Luksemburgu.
    - Maria Astryda, arcyksiężna Austrii z domu księżniczka Luksemburga, urodzona 17 lutego 1954 w Betzdorf, córka wielkiego księcia Jana i wielkiej księżnej Józefiny-Szarlotty. 6 lutego 1982 w Luksemburgu poślubiła arcyksięcia Austrii, Karola Krystiana, z którym ma pięcioro dzieci.
    - Książę Jan z Luksemburga, urodzony 15 maja 1957 w Betzdorf, syn wielkiego księcia Jana i wielkiej księżnej Józefiny-Szarlotty. 26 września 1986 zrezygnował ze swoich praw do dziedziczenia luksemburskiego tronu dla siebie i swoich potomków.
    - Hrabina Helena z Nassau z domu Vestur, urodzona 31 maja 1958 w Saint-Germain-en-Laye, córka Franciszka Vestur i jego żony, Cecylii Buisson. Poślubiła księcia Jana morganatycznie 27 maja 1987 w Paryżu. Dzieci pary początkowo nie nosiły tytułów szlacheckich; następnie w 1995 otrzymały tytuły hrabiów Nassau, a w 2004 Ich Królewskich Wysokości Książąt Nassau. Książę Jan i hrabina Helena rozwiedli się 13 grudnia 2004.
    - Hrabina Diana z Nassau z domu de Guerre, urodzona 13 lipca 1962 w Dusseldorfie, córka Claude'a de Guerre i hrabiny Eugenii Wolff-Metternich zur Gracht. Poślubiła księcia Jana w ceremonii cywilnej w Roermond 18 marca 2009. Z powodu wcześniejszego rozwodu księcia, małżeństwo jest uznawane za niedynastyczne.
      - Księżniczka Maria-Gabriela z Nassau, urodzona 8 września 1986 w Paryżu, córka księcia Jana i hrabiny Heleny. Poślubiła Antoniego Willmsa w ceremonii cywilnej 15 maja 2017 w Luksemburgu i w ceremnii religijnej 2 września 2017 w Marbelii. Małżonkowie mają trzech synów.
      - Książę Konstantyn z Nassau, urodzony 22 lipca 1988 w Paryżu, syn księcia Jana i hrabiny Heleny. 22 grudnia 2020 w ceremonii cywilnej na Gibraltarze poślubił Katarzynę Mechle (Kathryn Mechle, ur. 1989 w Londynie)[8].
        - Książę Feliks z Nassau, urodzony 22 kwietnia 2018, nieślubny syn księcia Konstantyna i Katarzyny Mechle.
        - Księżniczka Kosima z Nassau, urodzona 13 maja 2022, córka księcia Konstantyna i księżnej Katarzyny[9].

      - Książę Wacław z Nassau, urodzony 17 listopada 1990 w Paryżu, syn księcia Jana i hrabiny Heleny.
      - Książę Karol-Jan z Nassau, urodzony 15 sierpnia 1992 w Paryżu, syn księcia Jana i hrabiny Heleny.
      - Księżna Iwana z Nassau z domu Yamin, urodzona 1994. Poślubiła księcia Karola-Jana w 2019.
        - Książę Xander z Nassau, urodzony w 2021, syn księcia Karola-Jana i księżnej Iwany.

    - księżna Małgorzata z Liechtensteinu z domu księżniczka Luksemburga, urodzona 15 maja 1957 w Betzdorf, córka wielkiego księcia Jana i wielkiej księżnej Józefiny-Szarlotty. 20 marca 1982 w Katedrze Notre Dame w Luksemburgu poślubiła księcia Mikołaja z Liechteinsteinu, z którym ma czworo dzieci.
    - książę Wilhelm z Luksemburga, urodzony 1 marca 1963 w Betzdorf, syn wielkiego księcia Jana i wielkiej księżny Józefiny-Szarlotty.
    - Księżna Sybilla z Luksemburga z domu Weiller, urodzona 12 czerwca 1968 w Neuilly-sur-Seine, córka Paula-Annika Weiller i donny Olimpii Torlonia. Poślubiła księcia Wilhelma w ceremonii cywilnej 8 września 1994.
      - Książę Paweł-Ludwik z Nassau, urodzony 4 marca 1998 w Luksemburgu, syn księcia Wilhelma i księżnej Sybilli.
      - Książę Leopold z Nassau, urodzony 2 maja 2000 w Luksemburgu, syn księcia Wilhelma i księżnej Sybilli.
      - Księżniczka Szarlotta z Nassau, urodzona 2 maja 2000 w Luksemburgu, córka księcia Wilhelma i księżnej Sybilli.
      - Książę Jan z Nassau, urodzony 13 lipca 2004 w Luksemburgu, syn księcia Wilhelma i księżnej Sybilli.

  - Elżbieta, księżna Hohenbergu z domu księżniczka Luksemburga, urodzona 22 kwietnia 1922 w Colmar-Berg, córka księcia Feliksa i wielkiej księżnej Szarlotty. 9 maja 1956 poślubiła Franciszka, księcia Hochenbergu, z którym miała dwie córki. Zmarła 22 listopada 2011.
  - Maria Adelajda, hrabina Henckel von Donnersmarck, z domu księżniczka Luksemburga, urodzona 21 maja 1924 w Luksemburgu, córka księcia Feliksa i wielkiej księżnej Szarlotty. Poślubiła hrabiego Karola Józefa Henckel von Donnersmarck. Zmarła 28 lutego 2007.
  - Maria Gabriela, hrabina Holstein-Ledreborg, z domu księżniczka Luksemburga, urodzona 2 sierpnia 1925 w Colmar-Berg, córka księcia Feliksa i wielkiej księżnej Szarlotty. 5 listopada 1981 w ceremonii cywilnej na Zamku Berg w Luksemburgu poślubiła hrabiego Knuda Holstein-Ledreborg, z którym miała siedem córek. Zmarła 9 lutego 2023 w Lejre w Danii.
  - książę Karol z Luksemburga, urodzony 7 sierpnia 1927 w Colmar-Berg, syn księcia Feliksa i wielkiej księżnej Szarlotty. 10 lutego 1967 ogłoszono jego zaręczyny z Joanną Dillon, rozwódką, mającą już dziecko i będącą w ciąży z księciem. Małżeństwo zostało uznane za dynastyczne 16 lutego 1967. Zmarł 26 lipca 1977 w Luksemburgu.
  - Joanna, księżna-wdowa Mouchy, z domu Dillon, urodzona 31 stycznia 1935 w Nowym Jorku, córka amerykańskiego polityka Clarence'a Douglasa Dillon i jego żony, Phyllis Elsworth. 1 sierpnia 1953 w Paryżu poślubiła Jamesa Moseley, z którym w 1954 roku miała córkę Joannę. Para rozwiodła się 12 grudnia 1955, a 22 czerwca 1963 stwierdzono kościelną nieważność małżeństwa. Dillon rozpoczęła związek z księciem Karolem z Luksemburga, początkowo nieakceptowany z powodu jej rozwodu i pochodzenia "z ludu". Zaręczyny pary zostały ogłoszone z powodu ciąży Joanny. 1 marca 1967 w Surrey w Wielkiej Brytanii poślubiła księcia, a jej szwagier, wielki książę Jan, potwierdził małżeństwo jako dynastyczne. Para miała dwoje dzieci. Po śmierci księcia Karola Joanna poślubiła Filipa, 8. księcia Mouchy, w sierpniu 1978. Małżeństwo było bezdzietne i trwało do śmierci mężczyzny w 2011.
    - Księżniczka Szarlotta z Luksemburga, urodzona 15 września 1967 w Nowym Jorku, córka księcia Karola i księżnej Joanny. Poślubiła Marca-Victora Cunningham w ceremonii cywilnej 26 czerwca 1993 w Mouchy i w ceremonii religijnej 18 września 1993 we Francji. Ma trzech synów.
    - Książę Robert z Luksemburga, urodzony 14 sierpnia 1968 w Luksemburgu, syn księcia Karola i księżnej Joanny.
    - Księżna Julia z Luksemburga z domu Ongaro, urodzona 9 czerwca 1966 w Bostonie. Poślubiła księcia Karola 29 stycznia 1994 w Bostonie. Małżeństwo początkowo uznawane było jako niedynastyczne, dzieci nosiły tytuły hrabiów Nassau, ale w 2004 wielki książę Henryk uznał małżeństwo za dynastyczne i przyznał Robertowi, jego żonie i potomkom tytuły Ich Królewskich Wysokości Książąt Nassau.
      - Księżniczka Szarlotta z Nassau, urodzona 20 marca 1995. 11 lutego 2024 zaręczyła się z Mansourem Shakarchi[10].
      - Książę Aleksander z Nassau, urodzony 18 kwietnia 1997.
      - Książę Fryderyk z Nassau, urodzony 18 marca 2002, zmarł 1 marca 2025[11].

  - Alicja, księżna Ligne, z domu księżniczka Luksemburga, urodzona 24 sierpnia 1929 w Colmar-Berg, córka księcia Feliksa i wielkiej księżnej Szarlotty. 17 sierpnia 1950 poślubiła Antoniego, 13. księcia Ligne w Luksemburgu. Para miała siedmioro dzieci. Zmarła 11 lutego 2019 w Beloeil w Belgii.